# Port Bell
Port Bell ist eine Hafenstadt innerhalb der Stadtgrenze Kampalas in Uganda nahe der Hauptstadt Kampala. Der Hafen wird für den internationalen Warenverkehr über den Viktoriasee genutzt. Die Stadt hat ihren Namen nach Sir Henry Hesketh Bell, dem britischen Abgesandten in Uganda von 1906 bis 1909.
Der Ort dient auch dem 10 km entfernten und per Eisenbahnlinie verbundenen Kampala als Hafen, unter anderem der auf dem Viktoriasee verkehrenden Fähren.
Über die Uganda Railway, deren erster Abschnitt 1901 fertiggestellt wurde, ist der Ort seit der Erweiterung der Strecke 1931 mit Nairobi und Mombasa am Indischen Ozean verbunden.
Am Ort finden sich unter anderem Brauereien der Firma „Uganda Breweries“.